# Simon R. F. Price
Simon Rowland Francis Price (* 27. September 1954 in London; † 14. Juni 2011 in Oxford) war ein britischer Althistoriker und Fellow der Lady Margaret Hall, University of Oxford.
Price, Sohn des anglikanischen Bischofs Stuart Hetley Price (1922–1977), studierte nach dem Besuch der Manchester Grammar School am Queen’s College, Oxford, wo er den B.A. und den DPhil erwarb. Sein Betreuer für den DPhil war John A. North am University College London. Danach war er zunächst der W.H.D. Rouse Research Fellow am Christ’s College der University of Cambridge. Seit 1981 war er Fellow der Lady Margaret Hall in Oxford.
Price war ein international angesehener Spezialist für das hellenistische und römische Kleinasien sowie für die Geschichte der antiken griechischen und römischen Religionen, besonders für die Interaktion religiöser Traditionen in der Kaiserzeit (einschließlich Juden- und Christentum), für den Kaiserkult und andere Herrscherkulte. Insbesondere seine 1984 erschienene Monographie zum römischen Kaiserkult in Kleinasien gab der Forschung wichtige Impulse. Zuletzt war Price daneben auch an der archäologischen Prospektion der Sphakia im Südwesten Kretas durch seine Frau Lucia Nixon, Jennifer Moody und Oliver Rackham beteiligt. 2007 wurde bei ihm eine seltene Krebserkrankung festgestellt, die ihn 2008 zur Aufgabe seiner Lehrtätigkeit zwang. Er blieb bis zuletzt wissenschaftlich aktiv.

## Werke (Auswahl)
als Autor
- mit Peter Thonemann: The Birth of Classical Europe: A History from Troy to Augustine. Penguin, Harmondsworth 2011.
  - Deutsche Übersetzung: Die Geburt des klassischen Europa. Eine Geschichte der Antike von Troja bis Augustinus. WBG-Theiss, Darmstadt 2018, ISBN 978-3-8062-3822-8.
- Religions of the Ancient Greeks. University Press, Cambridge 2006, ISBN 0-521-38867-8 (Nachdr. d. Ausg. Cambridge 1999).
- mit Mary Beard und John A. North: Religions of Rome. University Press, Cambridge 1998 (2 Bde.)
  - Volume 1: A history. 2000, ISBN 0-521-30401-6.
  - Volume 2: A sourcebook. 2000, ISBN 0-521-45646-0.
- Rituals and Power. The Roman Imperial Cult in Asia Minor. University Press, Cambridge 1998, ISBN 0-521-31268-X (Nachdr. d. Ausg. Cambridge 1984).

als Herausgeber
- Oxford Dictionary of Classical Myth and Religion. University Press, Oxford 2003, ISBN 0-19-280288-7 (zusammen mit Emily Kearns).
- Representations of Empire. Rome and the Mediterranean World (Proceedings of the British Academy; 114). University Press, Oxford 2002, ISBN 0-19-726276-7 (zusammen mit Alan K. Bowman, Hannah M. Cotton und Martin Goodman).
- Apologetics in the Roman Empire. Pagans, Jews and Christians. University Press, Oxford 1999, ISBN 0-19-826986-2 (zusammen mit Mark Edwards and Martin Goodman).
- The Greek City. From Homer to Alexander. Clarendon Press, Oxford 1990, ISBN 0-19-814791-0 (zusammen mit Oswyn Murray).
- Rituals of Royalty. Power and Ceremonial in Traditional Societies. University Press, Cambridge 1987, ISBN 0-521-42891-2 (zusammen mit David Cannadine).